# 화답송

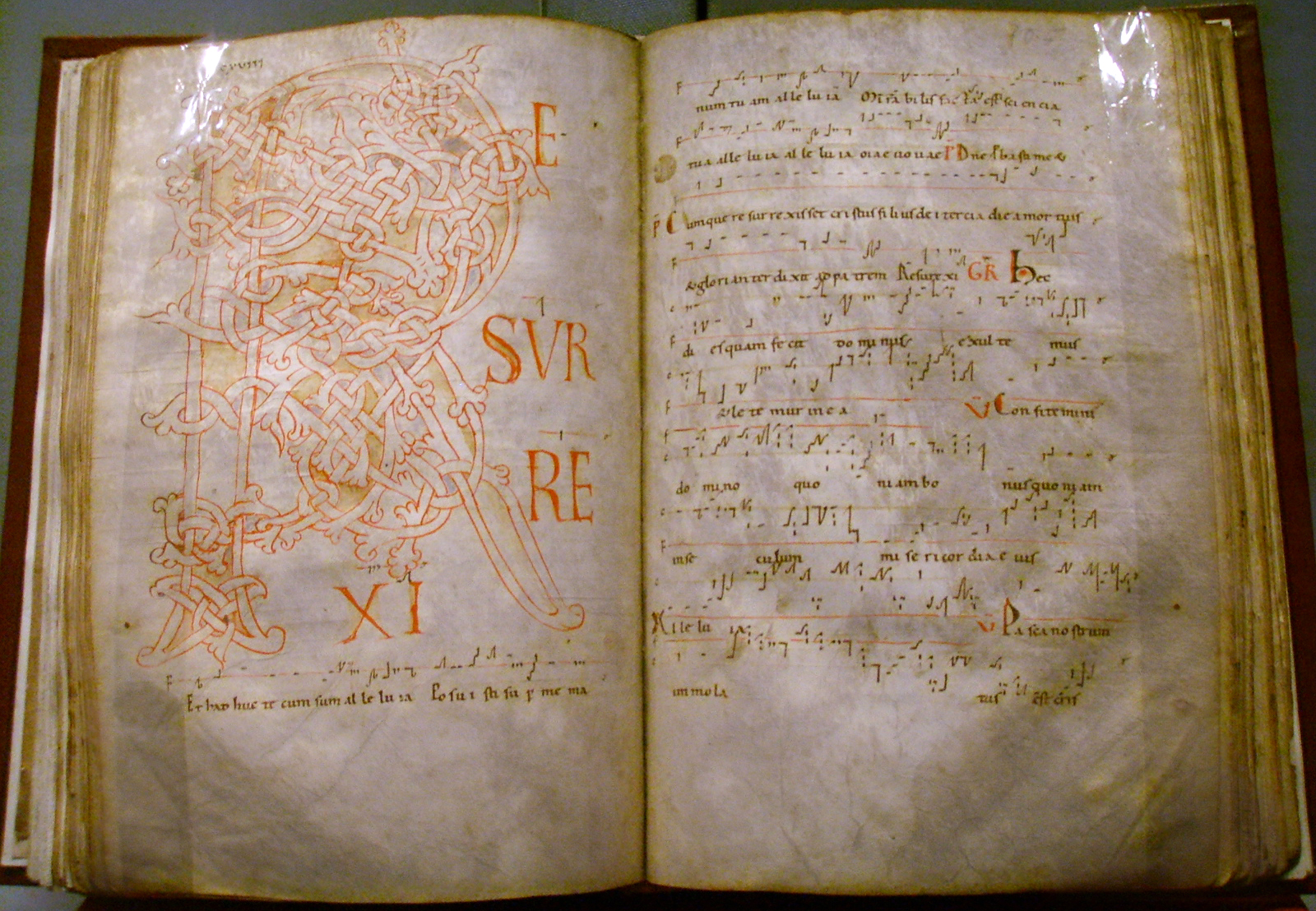
11세기의 '미사성가집'(Graduale), 파스카 주일의 입당송 'Ressurrexi'와 화답송 'Haec dies'이 2선 악보에 그려져 있다.

화답송(Graduale)은 예전에는 층계송이라고 불렸던 기독교의 노래이며, 로마 가톨릭교회 라틴 전례의 미사에서는 제1독서 다음에 부르는 고유문이다. 성공회의 감사성찬례에서는 제2독서와 복음서 사이에 부르는 시편을 지칭하며 한국어로는 층계성가라는 용어를 사용한다. 본문으로는 주로 시편이 사용된다.
라틴어 이름 Grduale와 이를 번역한 옛 이름 층계송은 라틴어 gradus(층계)에서 유래하는 데, 그것은 처음에 선창자들이 이 노래를 독서대로 올라가는 층계에서 불렀기 때문이다. 따라서 오늘날 성공회에서는 층계성가라는 용어를 유지하고 있으나 로마 가톨릭교회에서는 선창자의 시편 노래에 이어 모인 사람들이 후렴으로 응답송을 부른다고 하여 화답송이라고 한다

## 구분
동일한 라틴어 Graduale는 화답송을 모아 놓은 책을 가리킬 수 있다. 이 전례서를 '미사 성가집'이라고 부른다. 관련 내용은 로마 미사 성가집(Graduale Romanum)을 보라.